# Rotherens
Rotherens est une commune française située dans le département de la Savoie, en région Auvergne-Rhône-Alpes.

## Géographie

### Localisation
Le territoire de la commune est limitrophe de ceux de 4 communes :
| Villard-Sallet          |           | La Table             |
| La Croix-de-la-Rochette | Rotherens |                      |
|                         |           | Valgelon-La Rochette |

## Urbanisme

### Typologie
Au 1er janvier 2024, Rotherens est catégorisée commune rurale à habitat dispersé, selon la nouvelle grille communale de densité à sept niveaux définie par l'Insee en 2022.
Elle appartient à l'unité urbaine d'Allevard, une agglomération inter-départementale regroupant neuf  communes, dont elle est une commune de la banlieue,,. Par ailleurs la commune fait partie de l'aire d'attraction de Valgelon-La Rochette, dont elle est une commune de la couronne,. Cette aire, qui regroupe 13 communes, est catégorisée dans les aires de moins de 50 000 habitants,.

### Occupation des sols
L'occupation des sols de la commune, telle qu'elle ressort de la base de données européenne d’occupation biophysique des sols Corine Land Cover (CLC), est marquée par l'importance des forêts et milieux semi-naturels (52,7 % en 2018), une proportion identique à celle de 1990 (52,7 %). La répartition détaillée en 2018 est la suivante : 
forêts (52,7 %), zones agricoles hétérogènes (34 %), prairies (9,2 %), zones urbanisées (4,1 %).
L'IGN met par ailleurs à disposition un outil en ligne permettant de comparer l’évolution dans le temps de l’occupation des sols de la commune (ou de territoires à des échelles différentes). Plusieurs époques sont accessibles sous forme de cartes ou photos aériennes : la carte de Cassini (XVIIIe siècle), la carte d'état-major (1820-1866) et la période actuelle (1950 à aujourd'hui).

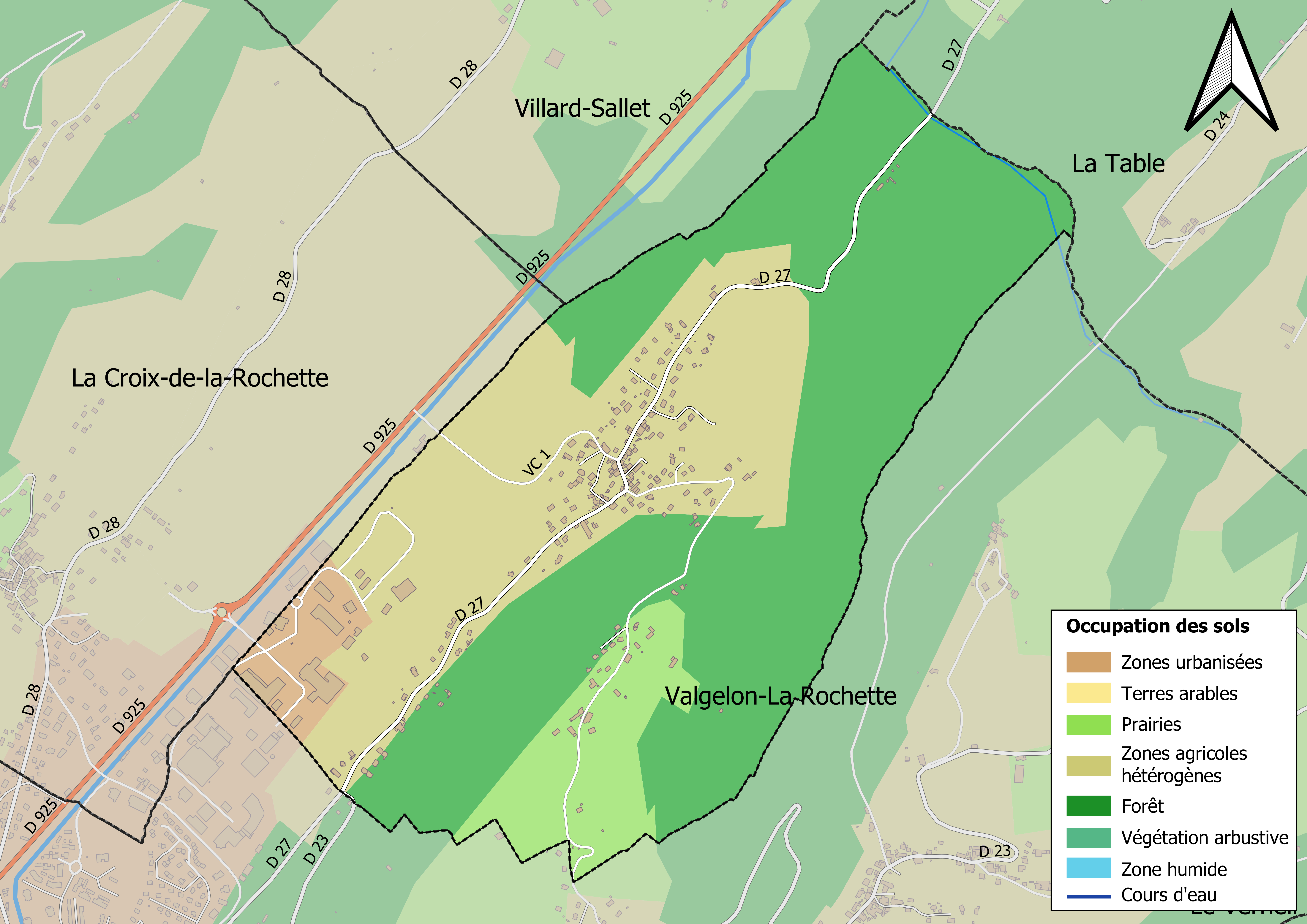
Carte des infrastructures et de l'occupation des sols en 2018 (CLC) de la commune.
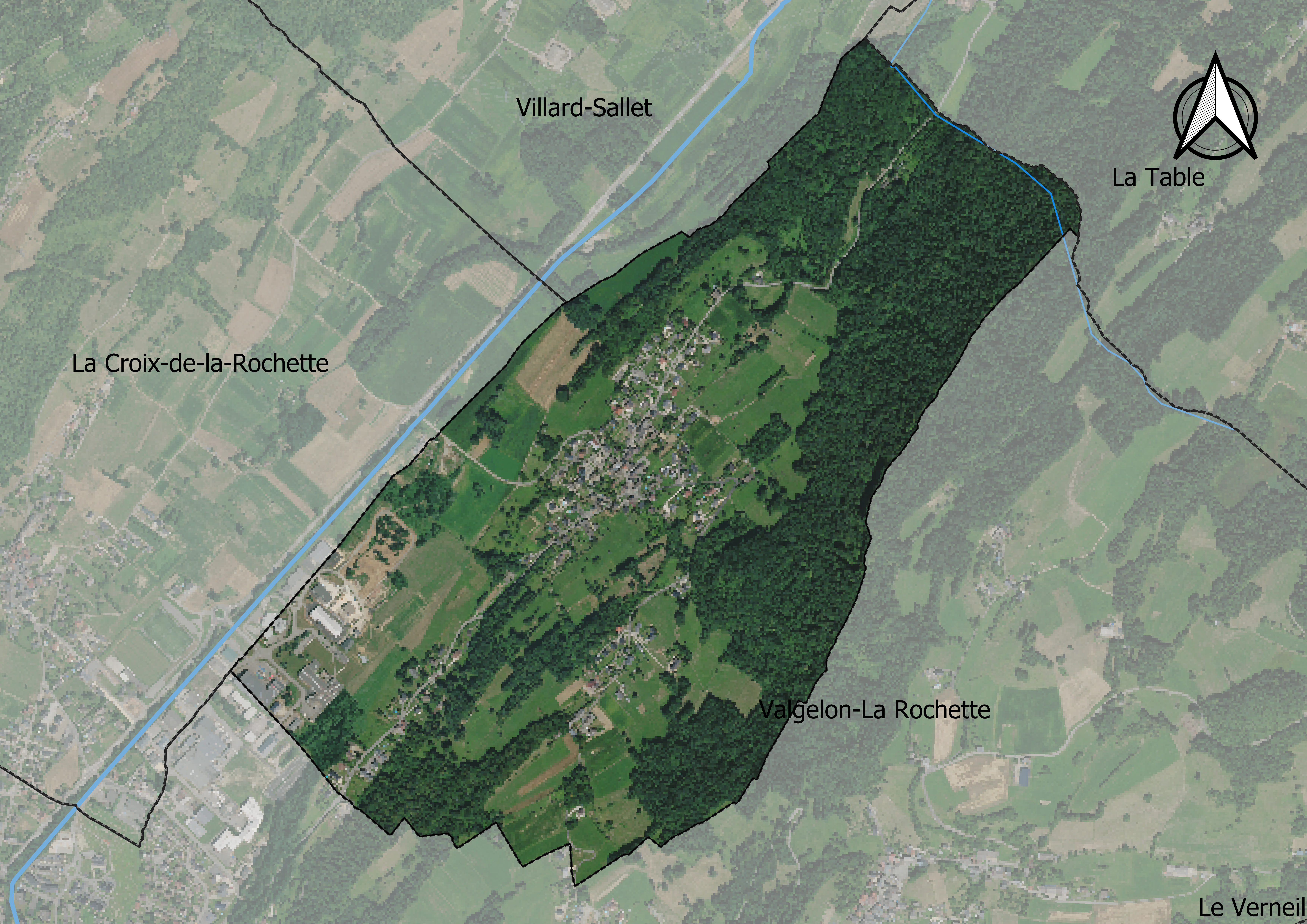
Carte orthophotogrammétrique de la commune.

## Toponymie
- Attestations anciennes : Rotonens (1281), Rotorens (XIVe siècle), Roterens et Rotoniaci (1571).
- Étymologie : Le toponyme serait d'origine burgonde et dériverait d'un primitif *Rothoningos ou *Rotheringos, basé sur le nom de personne germanique Rotho(n) ou Rother, suivi du suffixe germanique -ing, romanisé en -ingos. -ingos a régulièrement abouti à -ens et explique la majeure partie des toponymes régionaux comportant cette terminaison.

Le nom de la commune se prononce phonétiquement « rotheran » et non « rotherince » comme pourrait l'indiquer son écriture. En francoprovençal, le nom de la commune s'écrit Rotrin, selon la graphie de Conflans.

## Politique et administration
| Période                                  | Période   | Identité               | Étiquette | Qualité |
| ---------------------------------------- | --------- | ---------------------- | --------- | ------- |
| mars 2001                                | mars 2008 | Robert Villard         |           |         |
| mars 2008                                | juin 2020 | Marie Madeleine Cadoux |           |         |
| juin 2020                                | En cours  | Michel Symanzik        |           |         |
| Les données manquantes sont à compléter. |           |                        |           |         |

La commune est membre de la Communauté de communes Cœur de Savoie. Elle appartient au Territoire du Cœur de Savoie, qui regroupe une quarantaine de communes de la Combe de Savoie et du Val Gelon.

## Démographie
L'évolution du nombre d'habitants est connue à travers les recensements de la population effectués dans la commune depuis 1793. Pour les communes de moins de 10 000 habitants, une enquête de recensement portant sur toute la population est réalisée tous les cinq ans, les populations de référence des années intermédiaires étant quant à elles estimées par interpolation ou extrapolation. Pour la commune, le premier recensement exhaustif entrant dans le cadre du nouveau dispositif a été réalisé en 2005.

En 2022, la commune comptait 375 habitants, en évolution de +1,08 % par rapport à 2016 (Savoie : +3,63 %, France hors Mayotte : +2,11 %).
| 1793 | 1800 | 1806 | 1822 | 1838 | 1848 | 1858 | 1861 | 1866 |
| ---- | ---- | ---- | ---- | ---- | ---- | ---- | ---- | ---- |
| 191  | 193  | 203  | 282  | 269  | 283  | 297  | 298  | 294  |

| 1872 | 1876 | 1881 | 1886 | 1891 | 1896 | 1901 | 1906 | 1911 |
| ---- | ---- | ---- | ---- | ---- | ---- | ---- | ---- | ---- |
| 297  | 289  | 250  | 250  | 241  | 238  | 233  | 247  | 214  |

| 1921 | 1926 | 1931 | 1936 | 1946 | 1954 | 1962 | 1968 | 1975 |
| ---- | ---- | ---- | ---- | ---- | ---- | ---- | ---- | ---- |
| 211  | 190  | 183  | 171  | 174  | 174  | 168  | 173  | 163  |

| 1982 | 1990 | 1999 | 2005 | 2006 | 2010 | 2015 | 2020 | 2022 |
| ---- | ---- | ---- | ---- | ---- | ---- | ---- | ---- | ---- |
| 141  | 177  | 192  | 250  | 276  | 314  | 367  | 368  | 375  |